# Ришард Качоровський
Ри́шард Качоро́вський (пол. Ryszard Kaczorowski; 26 листопада 1919, Білосток — 10 квітня 2010, Смоленськ) — польський державний діяч. Останній президент Польщі у вигнанні.

## Життєпис
Походить з родового шляхетського гербу Єліти. Після того як Білосток був захоплений Радянськими військами, Качоровський, як офіцер Польської армії, у 1940 році був заарештований органами НКВС та засуджений до страти. Проте пізніше цей вирок було замінено на десять років таборів.
Після підписання договору Сікорського-Майського був звільнений і надалі продовжував воювати у складі Польської армії в СРСР.
Після закінчення війни Річард Качоровський залишився у Великій Британії. У 1955–1967 роках був головою польських скаутів. 1986 року Качоровського було обрано міністром внутрішніх справ уряду Польщі у вигнанні, а з липня 1989 року по грудень 1990 обіймав посаду останнього президента Польщі у вигнанні.
2004 Качоровський був удостоєний почесного ступеня Її Величності Королеви Британії.

## Родина
Дружина Кароліна Качоровська.
Доньки: Аліція (одружена: Янковська) та Ядвіга Ягода (одружена: Шульц).

## Смерть
Загинув у авіакатастрофі під Смоленськом 10 квітня 2010 року, куди летів у складі польської делегації на чолі з президентом Польщі Лехом Качинським.